# Eremocosta montezuma
Eremocosta montezuma är en spindeldjursart som först beskrevs av Roewer 1934.  Eremocosta montezuma ingår i släktet Eremocosta och familjen Eremobatidae. Inga underarter finns listade i Catalogue of Life.